# Bifrenaria steyermarkii
Bifrenaria steyermarkii là một loài lan.
 Tư liệu liên quan tới Bifrenaria steyermarkii tại Wikimedia Commons